# Culeolus thysanotus
Culeolus thysanotus är en sjöpungsart som beskrevs av Sluiter 1904. Culeolus thysanotus ingår i släktet Culeolus och familjen lädermantlade sjöpungar. Inga underarter finns listade i Catalogue of Life.